# Tamer El Fahla
Tamer El Fahla (14 de diciembre de 1980 - 26 de enero de 2013) fue un jugador de fútbol profesional egipcio que jugaba en la demarcación de Portero.

## Biografía
Tamer El Fahla debutó en 1997 a la edad de 17 años con el Al-Masry. Jugó durante 14 temporadas en el club, llegando a conseguir la Copa de Egipto en 1998. Posteriormente en 2011 fue traspasado al Ghazl El-Mehalla de segunda división, club en el que militó hasta el día de su fallecimiento.

## Muerte
Tamer El Fahla falleció el 26 de enero de 2013 a la edad de 32 años tras ser asesinado en la tragedia de Puerto Saíd.

## Clubes
| Club             | País   | Año         |
| ---------------- | ------ | ----------- |
| Al-Masry         | Egipto | 1997 - 2011 |
| Ghazl El-Mehalla | Egipto | 2011 - 2013 |

## Palmarés
- Copa de Egipto (1998)[3]